# Siergiej Sielichowski
Siergiej Sielichowski – prezydent Włocławka w latach 1905–1909.